# Vídeo digital
El vídeo digital és una representació d'imatges visuals en moviment en forma de dades digitals codificades; a diferència del vídeo analògic, que representa imatges visuals en moviment amb senyals analògics. El vídeo digital comprèn unes sèries d'imatges digitals presentades en successions ràpides. En contraposició, una de les claus dels mètodes analògics, les pel·lícules en moviment, fa servir una sèrie de fotografies projectades en una successió ràpida. Els arxius de pel·lícules estàndards com els de 16 mm i 35 mm enregistren a 24 captures per segon.
El vídeo digital va ser introduït al mercat al 1986 amb el format Sony D1, que enregistrava una definició estàndard de component de vídeo sense comprimir en comptes del la forma de banda alta analògica que havien estat vulgars fins aleshores.
El vídeo digital es pot copiar sense perdre qualitat. En canvi, quan es copien les fonts analògiques, aquestes experimenten una generació de pèrdues. El vídeo digital també es pot emmagatzemar en discs durs o mitjançant streamings a Internet per a usuaris finals que visualitzen el contingut a un ordinador d'escriptori o una smart TV. A la vida quotidiana podem trobar contingut com ara programes de televisió i pel·lícules que també inclouen banda sonora en àudio digital.

## Història
L'any 1947 l'enginyer i inventor nord-americà Robert Lawrence Carbrey, mentre treballava pels Laboratoris Bell havia treballat en el desenvolupament d'un sistema de comunicacions per modulació per impulsos codificats i havia sol·licitat una patent el dia 30 d'octubre de 1947, sent concedida aquesta l'any 1952. Els esforços de Carbrey van conduir a que l'any 1960 realitzés el primer intent de digitalització d'una senyal de televisió. Carbrey va desenvolupar i va instal·lar al laboratori un sistema experimental de modulació per impulsos codificats per a digitalitzar senyals de televisió a color i monocromàtiques amb 7 bits de codi Gray sobre un cable telefònic de 7 parells de calibre 22 a una taxa de 10 MHz. El sistema estava plantejat de manera per a que per cada 3000 peus (914 m) de cable fos instal·lat un dispositiu que constava d'igual nombre de repetidors i en l'extrem de recepció, un descodificador que constava d'una xarxa de resistències ponderada, el qual lliurava una reproducció quantificada del senyal de vídeo original. Tot i que els resultats van ser satisfactoris per a 6 bits, Carbrey va pensar que 7 bits podrien ser necessaris per a una transmissió de bona qualitat, dins de certs marges. A actualment, la digitalització del vídeo es realitza a 8 bits.
Malgrat això, posteriorment el treball es va centrar més en els senyals monocromàtics, fins a l'any 1971, en què es va tornar a donar atenció al vídeo a color. Els principals motius perquè el processament de vídeo es realitzés en forma digital van ser la conversió d'estàndards per a la transmissió i l'intercanvi internacional de programes de televisió, principalment entre països d'Europa i Amèrica, a causa de les diferències entre els sistemes de televisió en tots dos continents i la gravació magnètica. En aquest últim cas, a causa de les variacions que hi ha a la velocitat de transport de la cinta en els equips de gravació i reproducció, es va desenvolupar el corrector de base de temps en què el vídeo analògic captat pels capçals de reproducció, es convertia en digital i s'emmagatzemava per llegir-lo posteriorment a velocitat constant, eliminant així els errors en els períodes de línia i quadre de la imatge, així com els errors de fase en els senyals de crominància.
L'any de 1976, comença a pensar-se en un sistema digital d'enregistrament d'imatge, ja que els productors de cinema comercial desitjaven que desenvolupés un equip gravador de vídeo en el qual no es perdés la qualitat de la imatge després de successius copiats d'imatges en cinta magnètica. Al març de l'any següent, l'investigador japonès Yoshitaka Hashimoto i el seu grup van començar a investigar la possibilitat de desenvolupar aquest equip al centre d'investigació de Sony a Yokohama. Un altre investigador japonès, Takeo Eguchi, qui estudiava els principis de la tecnologia digital aplicada a l'enregistrament de vídeo als Estats Units, va tornar al Japó i es va incorporar al grup. En l'exposició de 1979 de la National Association of Broadcasters (NAB, Associació Nacional d'Difusors dels Estats Units) Ampex, Sony i Bosch AG van presentar de manera individual els fruits dels seus esforços. Un grup d'enginyers de Sony va visitar els Estats Units en diverses oportunitats per convèncer els seus parells d'aquest país per desenvolupar un estàndard al respecte.
No seria fins a l'any de 1986, amb la introducció de l'estàndard D1, destinat a la indústria televisiva, desenvolupat per les empreses Sony i BTS (consorci format per Philips i Bosch) i aprovat per l'associació de professionals del vídeo SMPTE (Societat d'enginyers de imatges en moviment i televisió), que el vídeo digital començaria a tenir presència en els estudis de televisió. Sony va presentar aquest any el seu videograbador digital DVR-1000, basat en aquesta norma. Ll'any següent, SMPTE va desenvolupar un nou estàndard anomenat D2. Les màquines en formats D1 i D2 es van anar introduint en els estudis de televisió, encara que de manera gradual a causa del seu cost elevat i les modificacions d'instal·lació tècnica que exigien. L'any 1989 Sony va llançar el DVR1, primer videograbador portàtil de cinta en format D2. El vídeo digital faria la seva aparició al mercat de consum amb el format QuickTime, desenvolupat per l'empresa nord-americana Apple Computer cap a 1990 i destinat a la plataforma informàtica. No obstant això, aquest format va requerir la digitalització de la font original d'informació de vídeo i la qualitat no era la millor.
L'any 1991, Panasonic va proposar i va estandarditzar el format D3. Però l'any 1993, al Simposi Internacional de Montreux, Panasonic va presentar el format D5, Ampex ho va fer amb el sistema DCT i Sony, aprofitant la seva experiència amb el sistema analògic Betacam, va desenvolupar i va presentar una versió digital que va ser denominada Betacam Digital. Els tres sistemes treballen amb vídeo digital per components, els dos primers fan servir compressió d'imatge i l'últim treballa sense compressió. L'aparició de diferents estàndards de compressió del vídeo i l'àudio vinculat a aquest, a partir de 1993, per part del grup de treball denominat MPEG va fer que s'adoptés la compressió de vídeo per a la gravació d'imatges i àudio i posteriorment, per a la difusió de televisió. A partir de 1995, diversos formats digitals nous van competir en el mercat de la gravació de vídeo per a producció televisiva amb desigual fortuna. Aquest any, l'empresa japonesa Japan Victor Company (JVC) va presentar el seu sistema Digital-S estandarditzat amb el nom de D9 i Sony va presentar el Betacam SX, variant del Betacam digital, que feia ús dels principis de compressió d'imatge que estableixen els estàndards del grup de treball MPEG. Panasonic va respondre a aquest llançament amb el seu sistema DVCPro, als que van succeir DVCPro25 i DVCPro50 després del llançament del format Digital Video l'any 1995. Avui en dia, aquests desenvolupaments de gravadors de cinta han estat superats per les càmeres de vídeo de discos durs interns o unitats de memòria flash removibles desenvolupades per fabricants com ara Sony i JVC.
La creació dels formats de compressió de MPEG i els desenvolupaments en miniaturització de circuits van permetre l'aparició dels primers sistemes de transmissió de televisió digital, mitjançant els quals el vídeo digital es fa present a les llars en l'actualitat tant en imatges de definició estàndard com d'alta definició, bé sigui mitjançant recepció terrestre com satèl·lit, en sistemes lliures com pagaments.

## Visió tècnica general
Les càmeres de vídeo digital capturen imatges mitjançant exploració entrellaçada o per escaneig progressiu. Una càmera digital d'escaneig progressiu grava cada quadre com una imatge diferent, sense registrar camps. Així, un vídeo entrellaçat captura el doble de camps per segon que el vídeo progressiu quan tots dos funcionen al mateix nombre de quadres per segon. Aquesta és una de les raons per la qual el vídeo té un aspecte "hiperreal", ja que dibuixa una imatge diferent 60 vegades per segon, al contrari que el cinema, que ho fa a 24 imatges progressives per segon. Parlem aquí de velocitats de reproducció per exhibició. Les càmeres de cinema tenen l'habilitat de registrar a velocitats variables -per exemple, les explosions en les pel·lícules d'acció es registren fins a 300 quadres (fotogrames per segon), que en ser reproduïdes després a 30 donen una excel·lent càmera lenta- i existeix una càmera de vídeo digital anomenada Varicam, capaç de registrar fins a 200 quadres per segon.
Les càmeres de vídeo d'escaneig progressiu són generalment més desitjables per les similituds que comparteixen amb el cinema. Tots dos graven les imatges progressivament, el que resulta en una imatge més nítida. Tots dos poden rodar a 24 imatges per segon, el que resulta en moviment "strobing" (fa borrós l'objecte quan hi ha un moviment ràpid). Així, les càmeres de vídeo d'escaneig progressiu tendeixen a ser més cares que les seves homòlogues entrellaçades. Tot i que el format de vídeo digital només permet 29,97 imatges entrellaçades per segon [o 25 en PAL], el vídeo progressiu a 24 imatges per segon és possible mostrant camps idèntics per a cada imatge, i mostrant 3 camps d'una imatge idèntica per a certs quadres d'imatge.
El vídeo digital pot copiar diverses vegades sense degradació en la qualitat i pot ser processat i editat en una estació d'edició no lineal. Aquest equip freqüentment pot importar vídeo tant fonts analògiques com digitals, però no estan pensat per fer alguna cosa diferent a editar vídeos. El vídeo digital també pot editar-se en un computador personal que tingui maquinari i programari adequat. Usant una estació d'edició no lineal, el vídeo digital pot manipular per seguir un ordre, o seqüència, de clips de vídeo.
Tot i el programari, el vídeo digital s'edita generalment en una configuració amb abundant espai de disc. El vídeo digital amb una compressió estàndard DV / DVCPRO ocupa uns 250 megabytes per minut o 13 gigabytes per hora.
El vídeo digital té un cost considerablement més baix que la pel·lícula de 35 mm, ja que les cintes es poden veure al lloc de rodatge sense revelar-se, i la pròpia cinta és molt econòmica (al voltant de 3,5 € per a una cinta MiniDV de 60 minuts, a l'engròs, a desembre de 2005). En comparació, una pel·lícula de 35 mm costa al voltant de 1200 € per minut, incloent el revelat.
El vídeo digital es fa servir fora de la creació de pel·lícules. La televisió digital, incloent la HDTV, va començar a estendre a la majoria dels països desenvolupats a principis de la dècada de 2000. El vídeo digital també s'usa en telèfons mòbils moderns i sistemes de videoconferència. El vídeo digital també es fa servir per a la distribució a Internet de vídeo, incloent el vídeo streaming i la distribució de pel·lícules entre iguals.
Existeixen molts tipus de compressió de vídeo per servir vídeo digital sobre Internet, i en DVD. Tot i que el vídeo DV no està comprimit més enllà del seu propi còdec mentre s'edita, les mides d'arxiu que resulten no són pràctiques per al lliurament en discs òptics o sobre Internet, amb còdecs com el format Windows Media, MPEG2, MPEG4, Real Media, el més recent H.264, i el còdec de vídeo Sorenson. Probablement els formats més àmpliament usats per lliurar vídeo sobre Internet són MPEG4 i Windows Media, mentre MPEG2 s'usa gairebé exclusivament per a DVD, proporcionant una imatge excepcional en el mínim mida però resultant en un alt nivell de consum de CPU per descomprimir.
La resolució més gran demostrada per a la generació de vídeo digital, fins a l'any 2007 era de 33 megapíxels (7680 x 4320) a 60 imatges per segon (UHDV), encara que això només s'ha demostrat en una configuració especial de laboratori. La velocitat més alta s'aconsegueix en càmeres d'alta velocitat industrials i científiques que són capaços de filmar vídeo 1024x1024 fins a 1 milió d'imatges per segon durant breus períodes de gravació.

## Interfícies i cables
S'han dissenyat moltes interfícies específiques per respondre als requisits de el vídeo digital sense comprimir (a aproximadament 400 Mbit /s):
- Interfície Digital Serial.
- FireWire
- High-Definition Multimedia Interface
- DVI
- Unified Display Interface
- DVB-ASI, per transportar vídeo comprimit segons els estàndards MPEG.

El vídeo comprimit també es transporta usant UDP-IP sobre Ethernet. Existeixen 2 enfocaments per això:
- Utilitza RTP com un embolcall per als paquets de vídeo
- Els paquets de transport MPEG 1-7 es posen directament en el paquet UDP

## Estàndards i mètodes[8]

### Codificació
Tots els formats actuals, que s'enumeren a sota, estan basats en PCM.
- Motion JPEG, usat en MiniDV i videocàmeres domèstiques.
- MPEG-1, usat per a vídeo CD.
- MPEG-2, usat per a DVD, Super-VCD i per senyal banda base de televisió digital.
- MPEG-4, usat per a la compressió de dades d'audiovisuals per a la web, distribució de CD, veu i difusió d'aplicacions de televisió.
- CCIR 601, usat per a estacions de difusió.
- H.264 també conegut com a MPEG-4 Part 10, o AVC.
- Theora, còdec lliure de vídeo, estandarditzat però encara en desenvolupament, usat per a vídeo sobre Internet.

### Difusió
- DVB, difusió de vídeo digital (Digital Video Broadcasting).
  - DVB-S, difusió de vídeo digital per satèl·lit (DVB - Satellite)
    - DVB-S2, segona generació de DVB-S

  - DVB-C, difusió de vídeo digital per cable de banda ampla (DVD - broad-band Cable), també conegut com a ITU-T J83A.
    - DVB-C2, segona generació de DVB-C.

  - DVB-T, difusió de vídeo digital terrestre (DVB - Terrestrial).
    - DVB-T2, segona generació de DVB-T.

  - DVB-H, difusió de vídeo digital en dispositius mòbils (DVB - for Hand-helds).
  - DVB-SH, estàndard híbrid per difusió per satèl·lit i terrenal adreçada a dispositius mòbils.

- ITU-T J83B, difusió de vídeo digital per cable dels Estats Units.
- ITU-T J83C, difusió de vídeo digital per cable del Japó.
- ATSC, difusió de vídeo digital terrestre de Canadà i Estats Units (Advanced Television Systems Committee).
- ISDB-T, difusió de vídeo digital via terrestre del Japó (Integrated Services Digital Broadcasting-Terrestrial).
- SBTVD, versió brasilera de ISDB-T, també conegut com a ISDB-Tb.
- DTMB, difusió de vídeo digital via terrestre de la Xina (Digital Terrestrial Multimèdia Broadcast).
- CMMB, difusió multimèdia per a terminals mòbils de la Xina (Chinese Mobile Multimèdia Broadcasting).

### Emmagatzematge en cintes
- Betacam, Betacam SP, Betacam SX, Betacam IMX, Betacam Digital o DigiBeta: sistemes de vídeo comercials de Sony, basats originalment en la tecnologia Betamax.
- D1, D2, D3, D5, D9 (també conegut com a Digital-S): estàndards comercials de vídeo digital definits per SMPTE.
- DV, MiniDV: usat en la majoria de les càmeres de vídeo basades en cinta de vídeo d'el mercat de consum d'avui en dia; dissenyat per a alta qualitat i fàcil edició; pot també gravar dades d'alta definició (HDV) en format MPEG-2.
- DVCAM, DVCPRO: usat en operacions de difusió professionals; similar a el format DV però generalment considerat més robust; encara que són compatibles amb DV, aquests formats manegen millor l'àudio.
- Digital8: dades en format DV gravats en cintes compatibles amb Hi8; en gran part un format per al mercat de consum.
- MicroMV: format per vídeo MPEG-2, actualment obsolet.
- D-VHS: format per vídeo MPEG-2, en una cinta semblant a la del tipus S-VHS.

### Emmagatzematge en discos
- Vídeo CD (VCD)
- DVD
- HD DVD
- Blu-ray
- Sony Prodat
- Panasonic P2
- XARXA Cam
- XDCAM
- XDCAM HD